# Princess Tower
Princess Tower es un rascacielos residencial que se localiza en la ciudad de Dubái, Emiratos Árabes Unidos, en el distrito de Dubai Marina. Este rascacielos comenzó a construirse en el año 2006 y su construcción finalizó a finales de 2012 con una altura de 413,4 metros y 101 plantas.
En el momento de su construcción, la Princess Tower fue el rascacielos residencial más alto del mundo superando a la Torre Eureka de 297 metros y a la Torre Q1 de Australia de 322 metros, pero debido al boom inmobiliario de Dubái, a medida que se presentaban nuevas propuestas, su número de plantas se redujo de 109 a 101, para ahorrar gastos. Pero hay un proyecto que puede que lo deje a la sombra en Dubái, el Pentominium, con sus 516 metros, pero el proyecto está parado. A su vez, el Chicago Spire de Santiago Calatrava se convirtió en un rival hasta que se canceló.
El edificio tiene un estilo arquitectónico islámico que se puede apreciar en su parte superior. Cuenta además con seis plantas en la base que sirven de aparcamiento con 957 plazas de aparcamiento.

## Galería

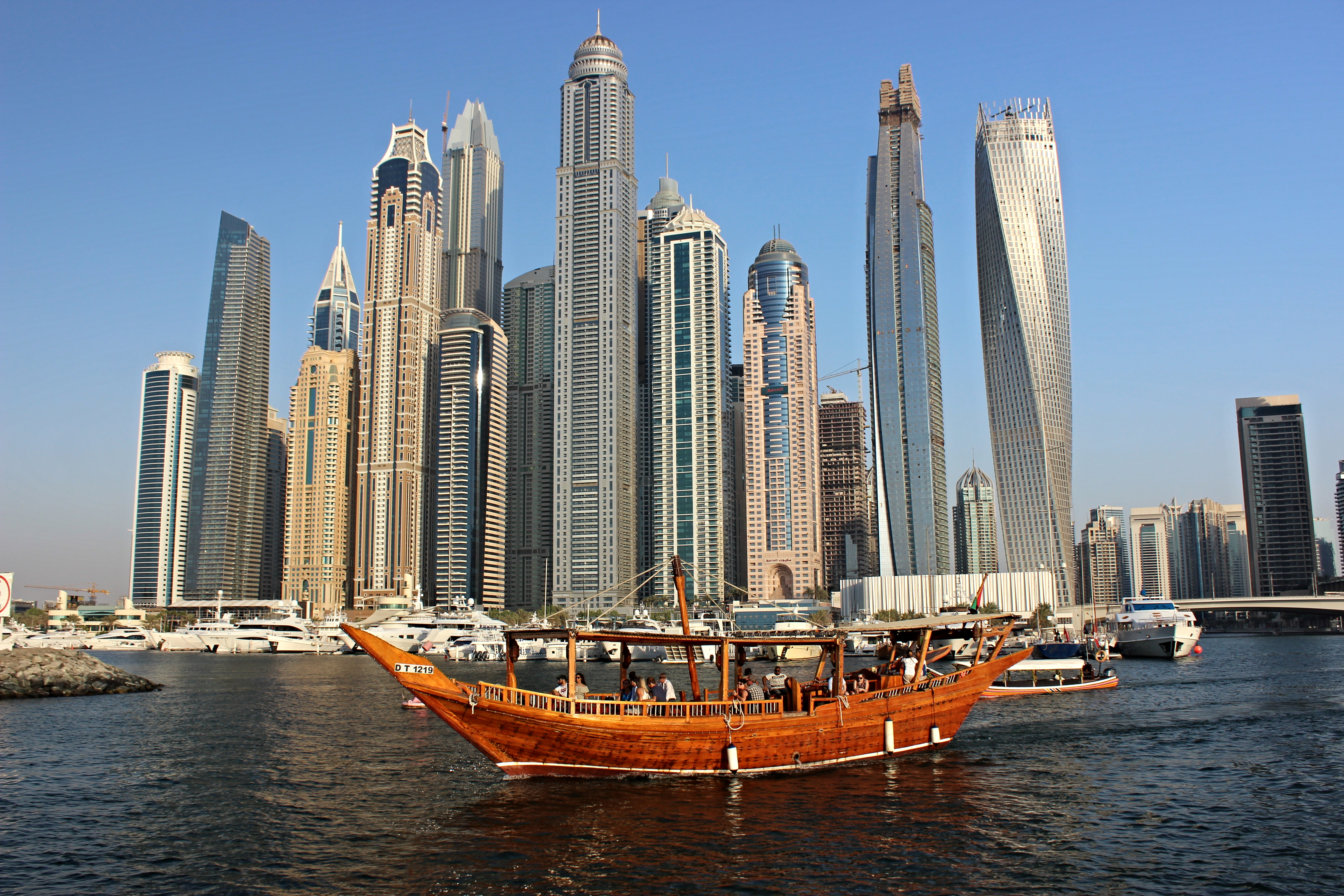
Princess tower dentro del bloque de edificios más alto del mundo.
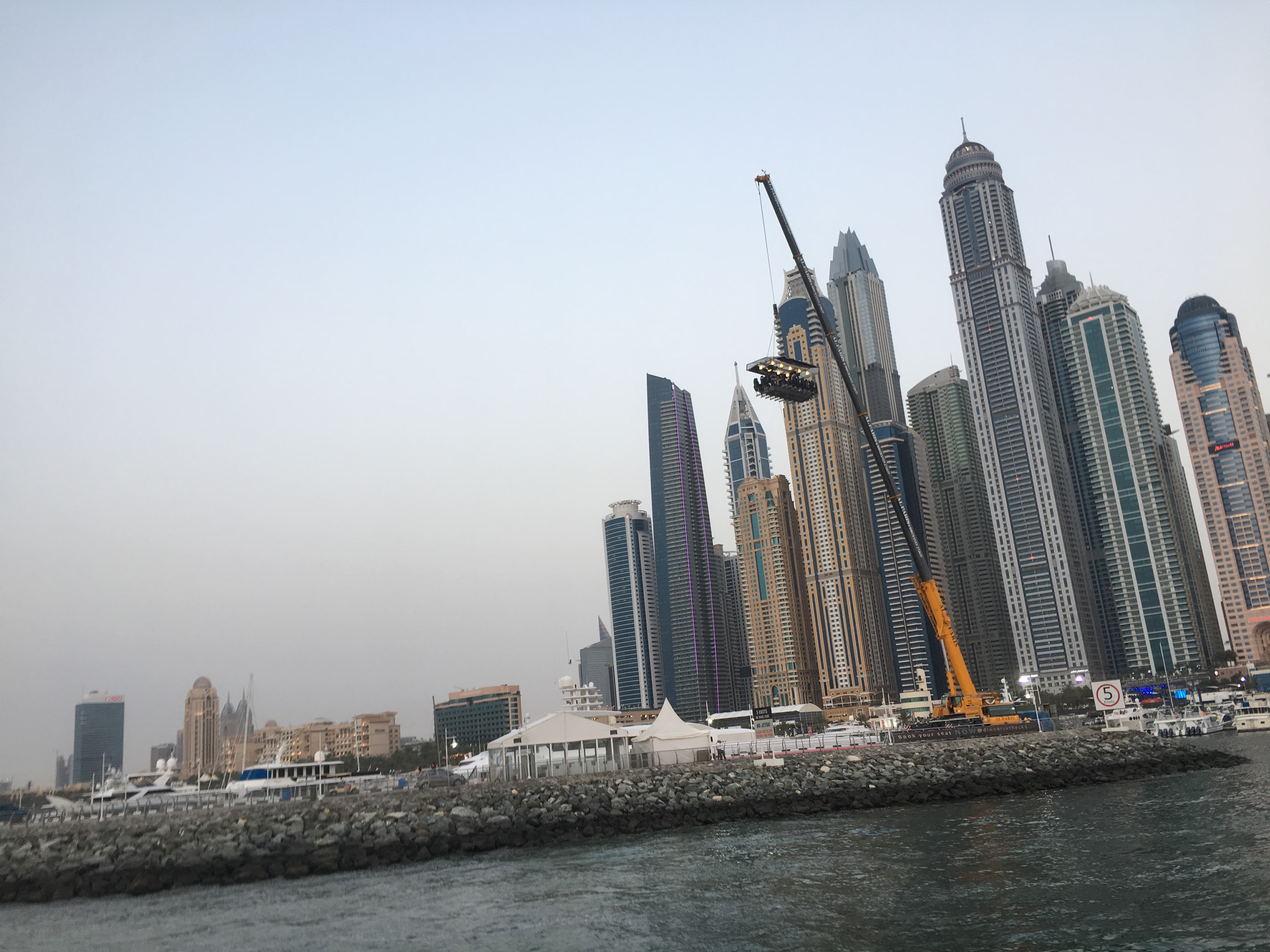
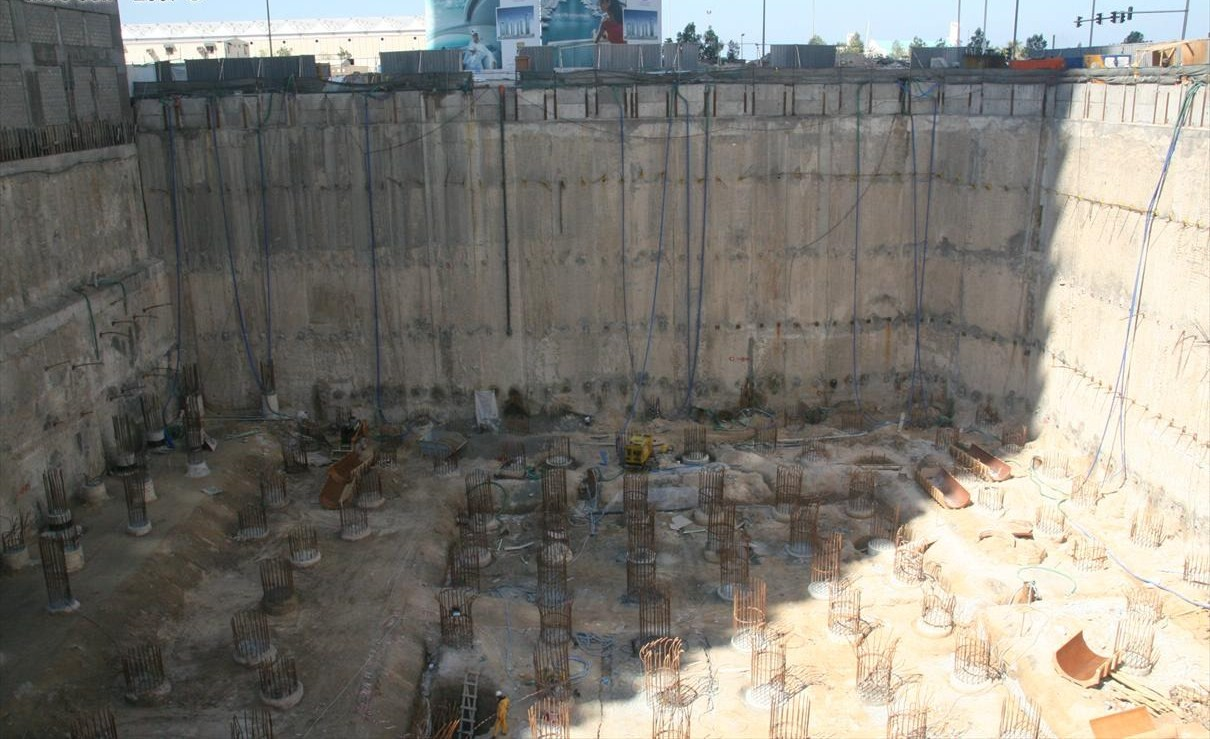
Febrero de 2007
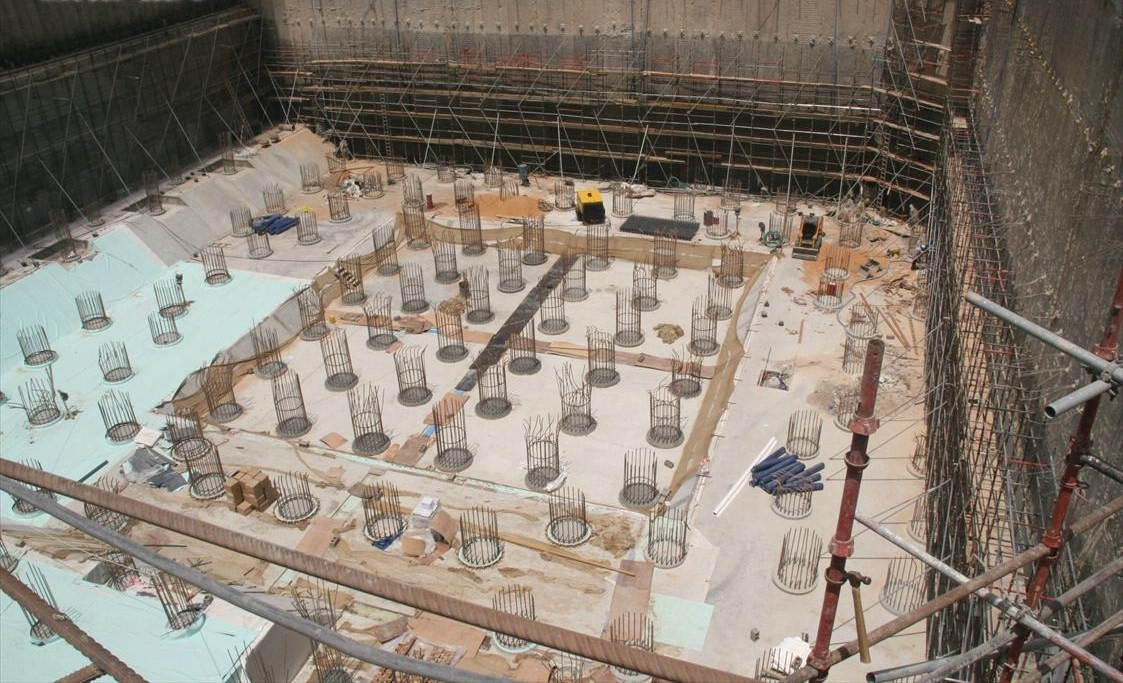
Abril de 2007
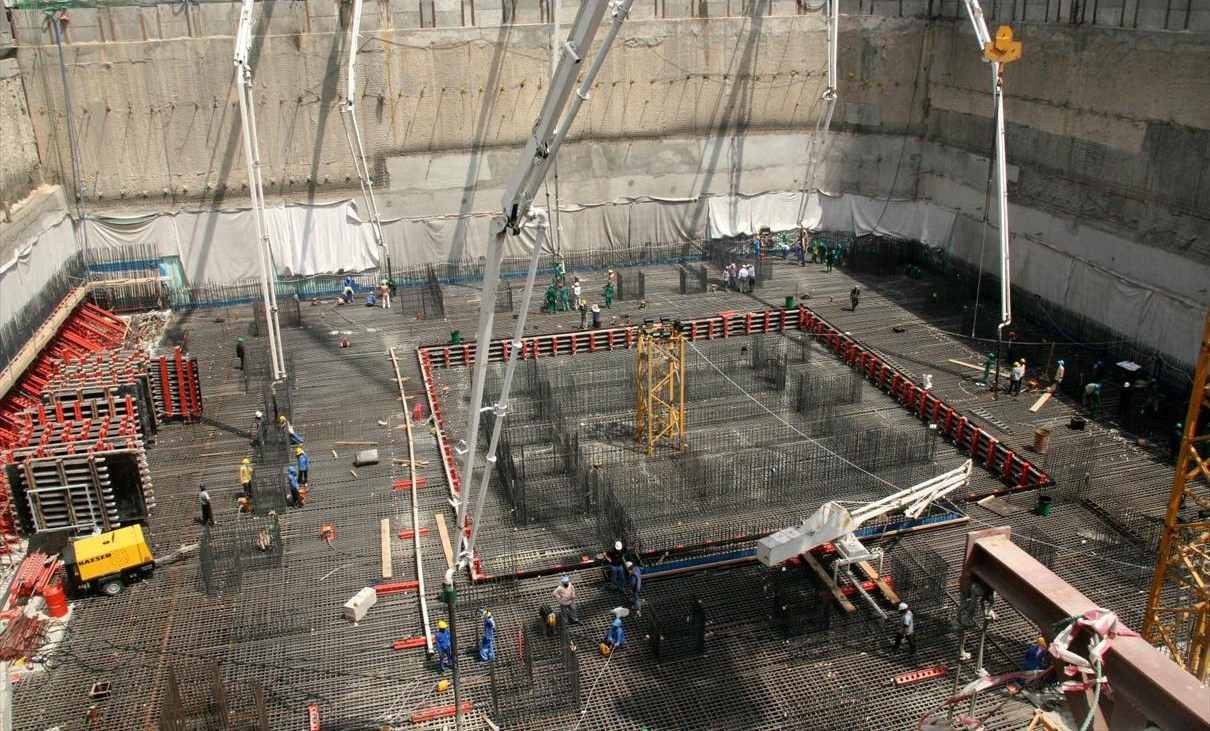
Junio de 2007
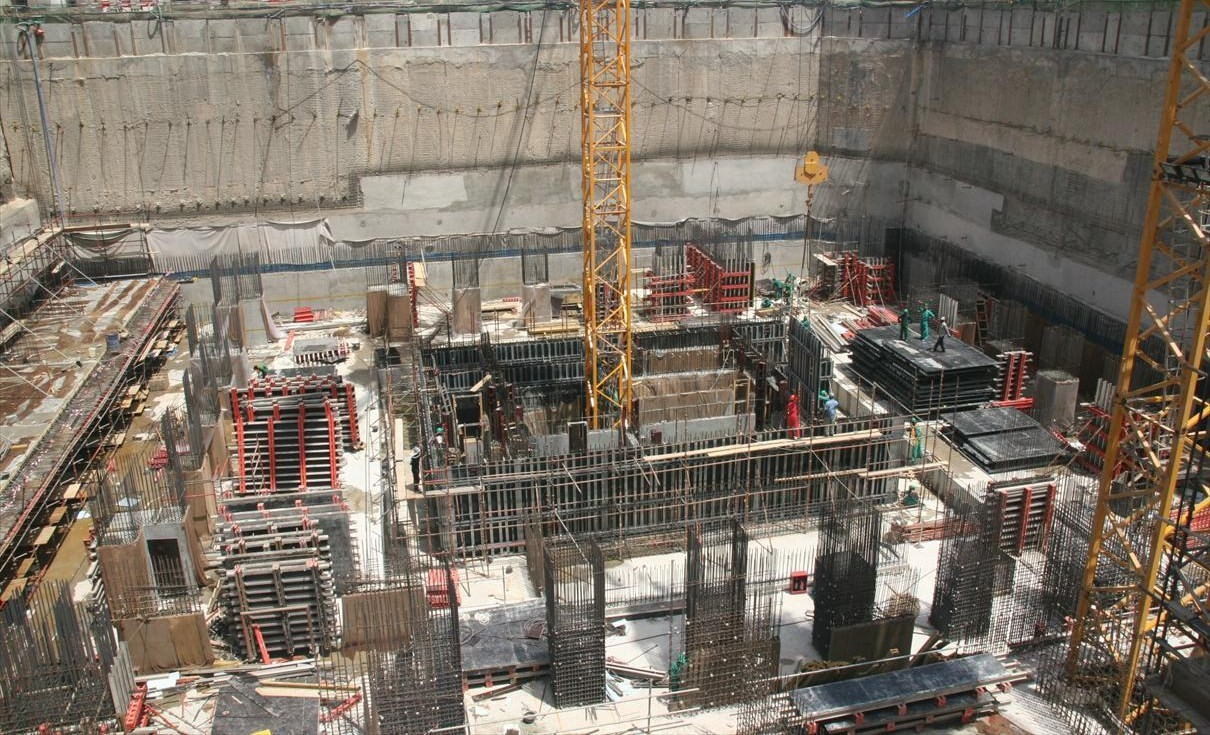
Julio de 2007
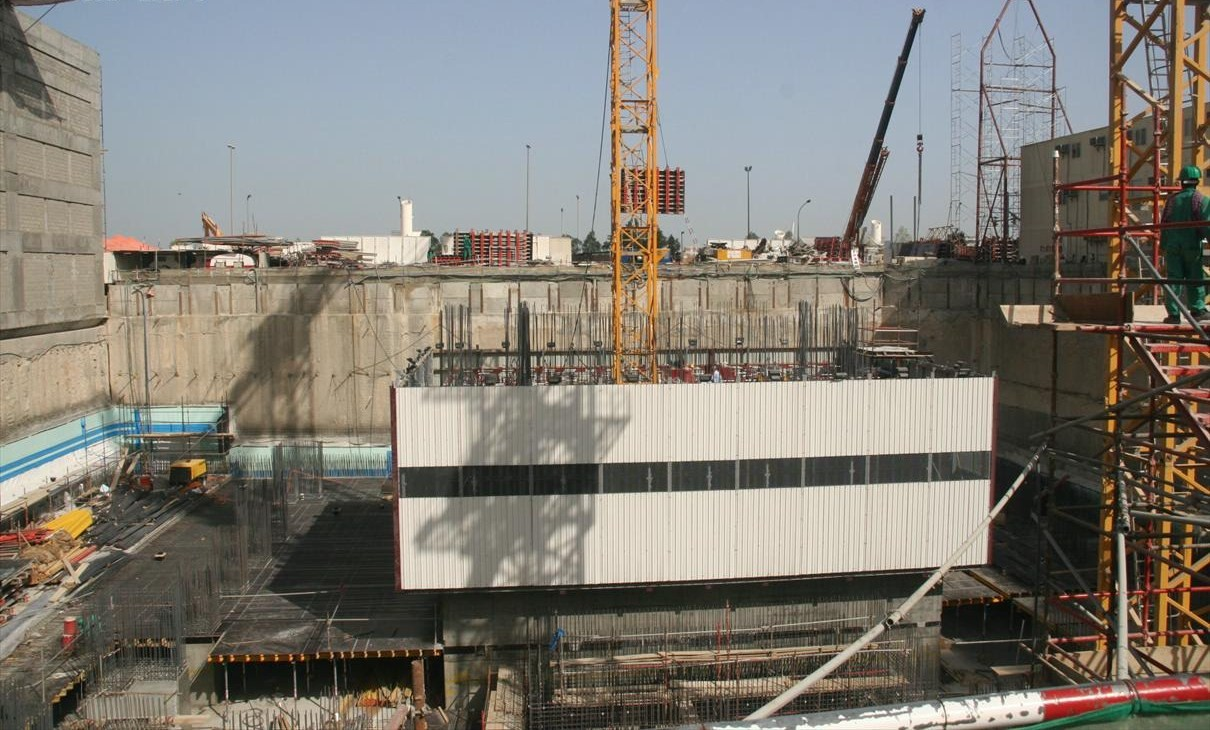
Agosto de 2007
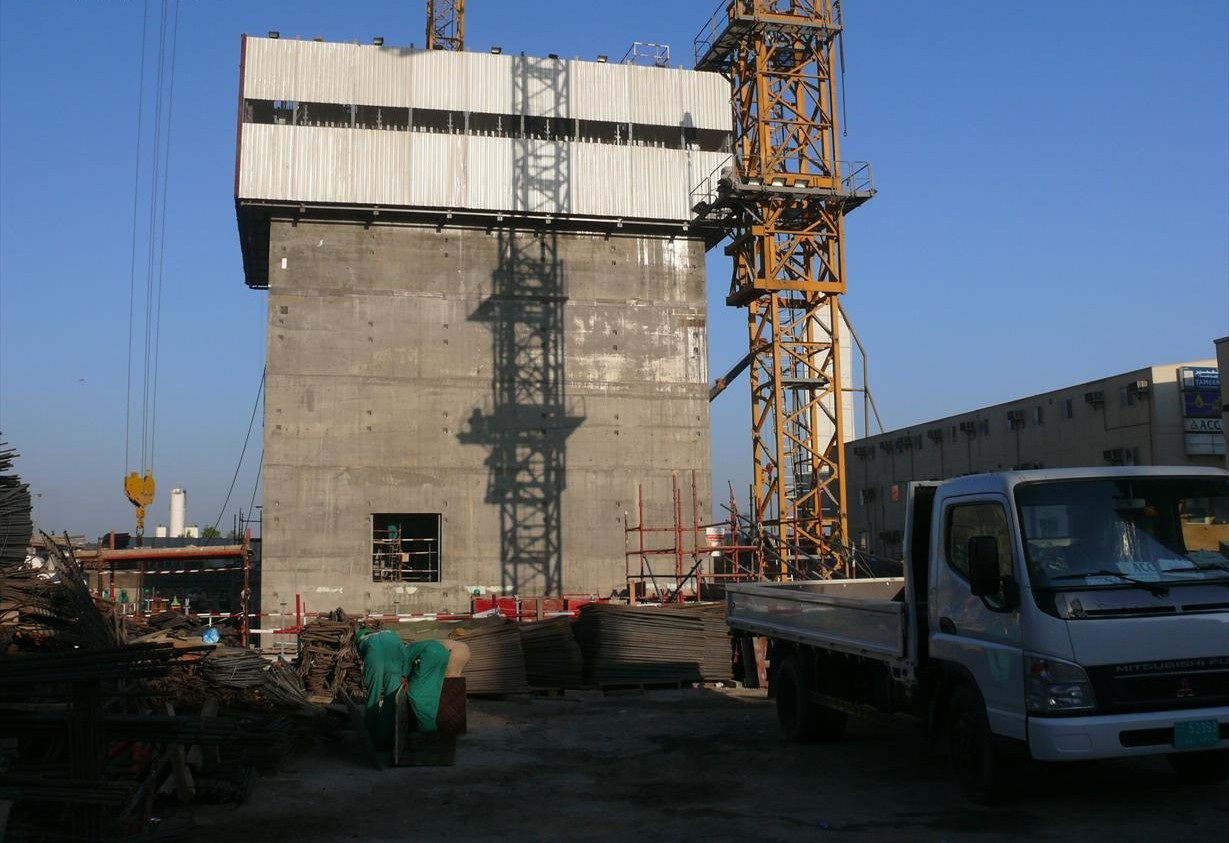
Noviembre de 2007
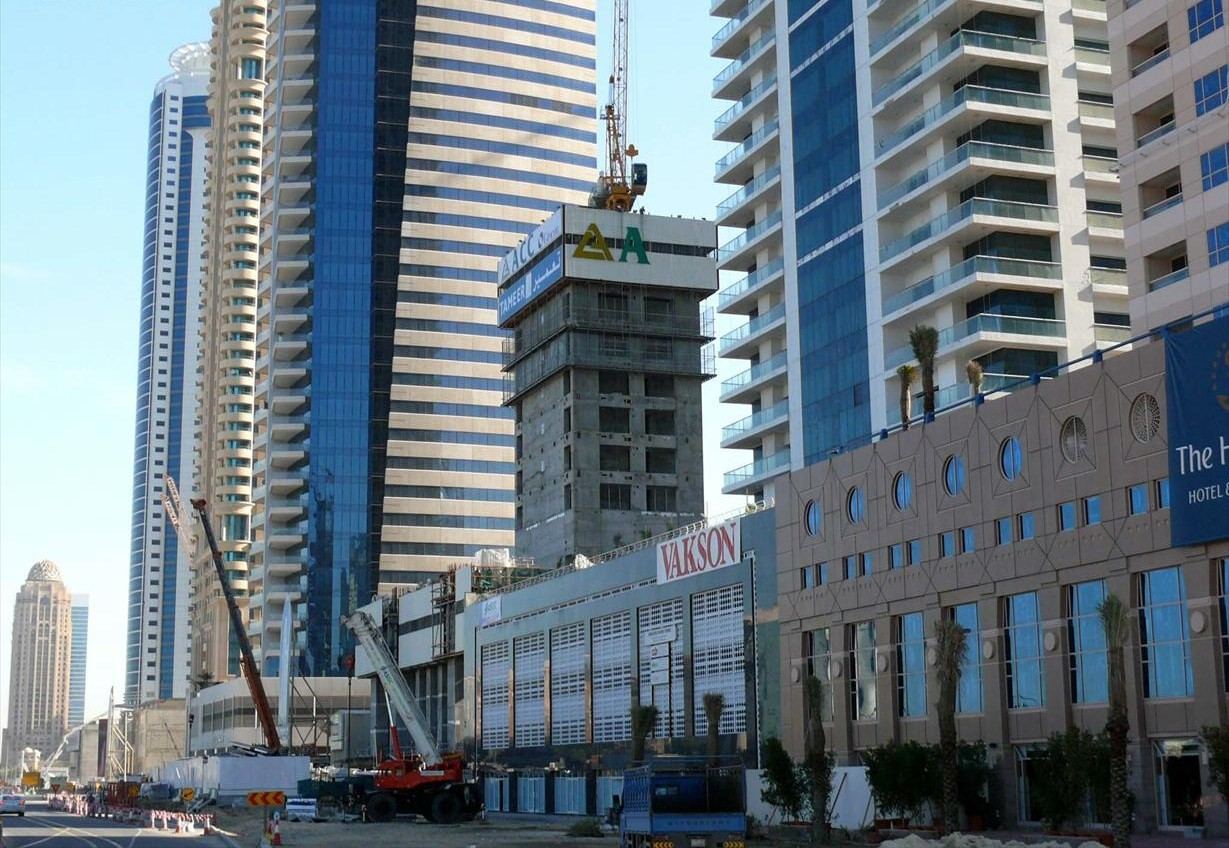
Enero de 2008
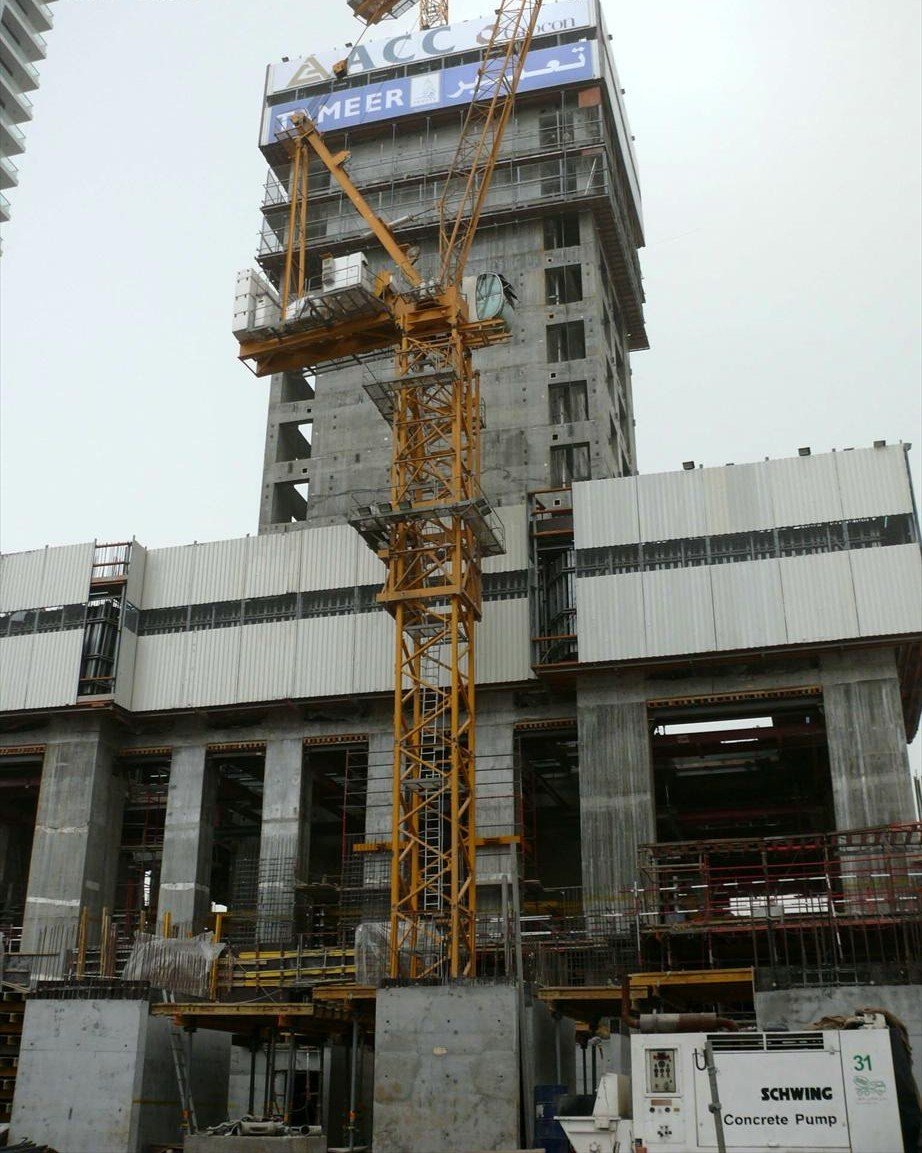
Febrero de 2008
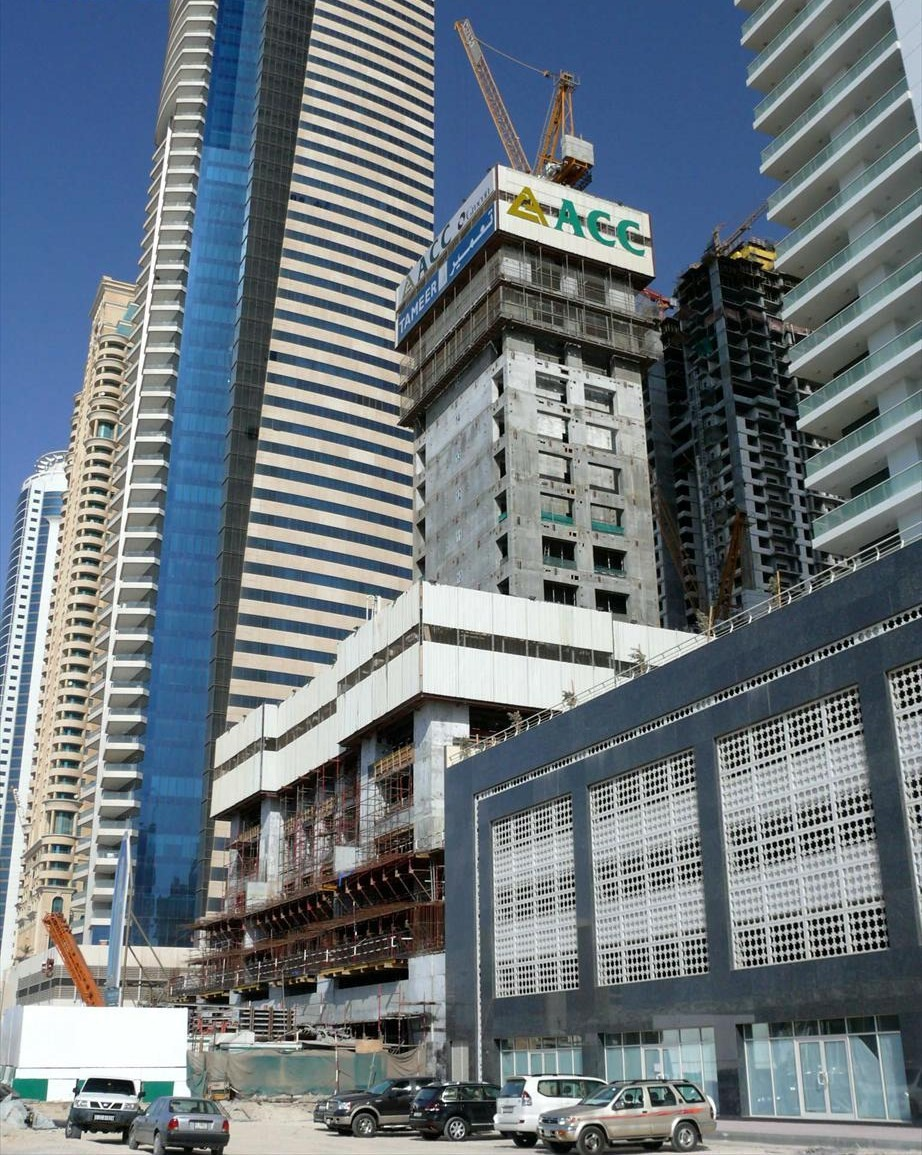
Marzo de 2008